# Gehöft Görresstraße 6–10 (Sontheim)

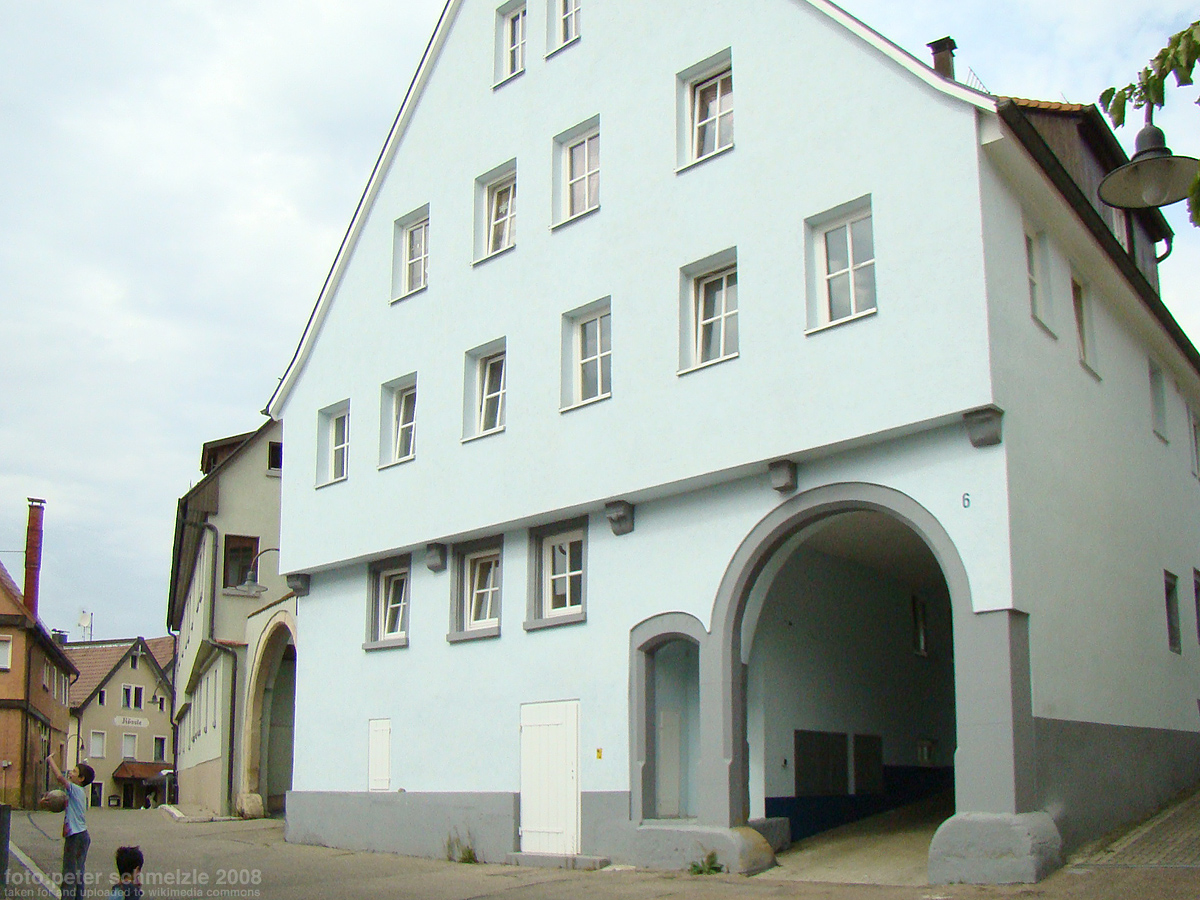
Görresstraße 6 in Heilbronn-Sontheim

Das Gehöft an der Görresstraße 6, 8, 10 in Sontheim ist ein privater Profanbau. Das Rundbogentor und der Keller im Haus Nr. 10 sind ein geschütztes Kulturdenkmal.

## Beschreibung
Ein mit Sandsteinen gemauertes Rundbogentor zwischen den Häusern Görresstraße 6 und 8 führt zu diesem großen historischen Gewölbekeller im Haus Görresstraße 10. In der obersten Rundung des Torbogens ist die Jahreszahl 1666 eingemeißelt, wobei einst auch eine Sonnenuhr den Torbogen schmückte.
Das Haus Görresstraße 6 zählt Helmut Schmolz zu den „eindrucksvollsten Bauernhäuser im alten Sontheim“, die zwar „breit und behäbig im Charakter“ seien, aber dennoch „hoch empor ragen“. Das Haus Nr. 6 wurde 1599 erbaut, wobei das Baudatum am Türbogen links eingemeißelt ist. Die Obergeschosse des Fachwerkhauses sind weit vorkragend und ruhen auf kräftigen, unterschiedlich gestalteten Konsolsteinen, wobei der mittlere Konsolstein mit Laubwerk geschmückt ist. Am Giebel befinden sich links und rechts am Gebälk Köpfe, die hineingeschnitzt wurden.
Das sehr schmale lange Haus Görresstraße 8, traufständig entlang der Straße errichtet, war einst das Vordergebäude des bäuerlichen Gehöftes. Das Obergeschoss des Hauses Görresstraße 8 ist in Fachwerk ausgeführt und krägt über ein Erdgeschoss vor, das massiv mit Sandsteinen gemauert ist. Vorkragend ist auch das giebelständige Dachgeschoss über dem Obergeschoss.
Im hinteren Teil der Hofanlage befindet sich das Haus Görresstraße 10, wobei sich dort der Keller Görresstraße original aus einem Gehöft aus dem Jahr 1600 erhalten hat. Der Keller ist mit Lichtnischen und einer breiten Treppe ausgestattet, auf der einst Weinfässer heruntergebracht wurden. Das Haus Nr. 10 war das Wohnhaus des früher geschlossenen Gehöftes, in dem in den 1950er Jahren der Tierpräparator Ludwig Reichert seine Werkstatt eingerichtet hatte.